# Zhengitettix transpicula
Zhengitettix transpicula är en insektsart som beskrevs av Zheng, Z. och G. Jiang 2002. Zhengitettix transpicula ingår i släktet Zhengitettix och familjen torngräshoppor. Inga underarter finns listade i Catalogue of Life.